# 石橋征太郎
石橋 征太郎（いしばし せいたろう、1978年12月14日 - ）は、日本の俳優である。福岡県久留米市出身。

## 人物
- T173 B89 W72 H82cm
- 趣味は料理（特にイタリアン）とカクテルを作ること
- 特技は九州弁（筑後弁）・歯笛・書道・イラスト・テニス
- 身内に役者が2人いる
- 妹は福岡県久留米発のポップミクスチャーバンドthe whisperのヴォーカル HIHO
- パクチー が苦手

## 出演

### テレビドラマ
- 海賊戦隊ゴーカイジャー 第23話（2011年7月31日、テレビ朝日） - 女装男性役
- 大河ドラマ江〜姫たちの戦国〜 第43回（2011年11月6日、NHK） - 伝令兵役
- TOKYO エアポート～東京空港管制保安部～(CX)
- ラストシンデレラ(CX)
- Oh,MyDad！！(CX)
- ガリレオ XX 内海薫最後の事件愚弄ぶ(CX)
- 医龍 4(CX)
- 「人生のメソッド〜大賀屋薬局編〜」（2016年10月7日、14日、21日、KBC九州朝日放送）- 万家一座副座長・万家千之助役
- 「人生のメソッド〜英進館編〜」（2017年5月2日、9日、16日、KBC九州朝日放送）- 万家一座副座長・万家千之助役
- UnREAL～season2～ 海外ドラマ 吹き替え-ロミオ役
- さらば、銃よ 警視庁特別銃装班 第1話（2023年4月14日 - 、Lemino） - 刑事 役[1]

### 映画
- 青い空、白い雲（監督：金子修介） - 刑事役
- SAKURA桜（監督：ヨリコジュン）
- ICHI（監督：曽利文彦） - 蛮鬼党役
- Soeur〜スール〜（監督：西川文恵） - 岩田役
- クワイエットルームへようこそ（監督：松尾スズキ） - テレビ局スタッフ役
- さくらん（監督：蜷川実花） - 町人役（声のみ）
- あの夏の日〜とんでろじいちゃん〜（監督：大林宣彦） - 街人役
- ガラスの脳（監督：中田秀夫） - 生徒役
- 子宮で会いましょう（監督：小林剛） - 主演：湯春役
- 細波（監督：野田万利子）
- 夢まで百億光年（監督：戸梶圭太）
- 闇を駆け抜けろ 監督：戸梶圭太）
- 囚人プロレス（監督：戸梶圭太）
- やら犯（監督：戸梶圭太）
- YUMIKO（監督：戸梶圭太）
- 恋するイノセントマン（監督：和泉義春）
- ゆく人、くる人(監督：天野千尋)
- ユダ～juda～(監督：大富いずみ)-バーテンダー役
- 想いは壁を通り抜けて、好きな人に逢いにいく(監督：頃安祐良)
- 海にしずめる(監督：田崎恵美) -三浦蓮役
- 螺旋銀河(監督：草野なつか)
- ひきこ降臨(監督：吉川久岳)
- ファントム・ジェニー(監督：マキタカズオミ)
- ピンパン(監督：田中羊一)
- キャンドル・フォー・マイノリティー(監督：太田信吾)
- さくらになる(監督：大橋隆行)
- リクエスト・コンフュージョン(監督：マキタカズオミ)
- つ。（監督:U Inose）[2]

### DVD
- 「タマフルTHE MOVIE 〜暗黒街の黒い霧〜」（TBSラジオ&コミュニケーションズ）（監督：入江悠）
- ブランコゆらゆら(監督：鳥井邦夫)
- audi A1 キャンペーン DVD

### CM
- 武蔵野ワークス webCM（監督：Yuki Saito）
- アディーレ法律相談事務所～離婚編～
- ディズニーランド 2012 ハロウィン
- 英進館
- 福岡マンション市場

### WEB
- ディズニー アンバサダーホテル
- audi パーソナルオンラインアシスタント
- CASIOのお買い物アプリ「レジカメ」

### MV
- 『桐箪笥のうた』 K (監督：YukiSaito)

### ラジオ
- 市原FM放送 サウンドカフェ　2010年6月
- 市原FM放送「石橋征太郎のねむい目をこすって」2010年6月〜9月
- エフエム世田谷「石橋征太郎のふらり600seconds」メインパーソナリティ
- KBCラジオ「夕方じゃんじゃん」　2017年5月8日　ゲスト

### プロモーションビデオ
- キヤノン EOS D5 Mark II PV「鏡花」

### 舞台
- 『g』アーノルド(演出：武沢宏)
- 『シュナイダー』 elePHANTMoon(演出：マキタカズオミ)
- 『Good Morning Everything』 elePHANTMoon(演出：マキタカズオミ)
- 『心の余白にわずかな涙を』(王子小劇場 助演男優賞受賞) elePHANTMoon(演出：マキタカズオミ)
- 『爛れ至る』elePHANTMoon(演出：マキタカズオミ)
- 『アイノユクエ』elePHANTMoon(演出：マキタカズオミ)
- 『無い光』 MU(演出：ハセガワアユム)
- 『学園祭ツアー』バナナ学園純情乙女組(演出：二階堂瞳子)
- 第三回公演～第十一回公演
- 大人計画フェスティバル「あの娘お化けがダンクシュート決めたらどんな顔するだろう屋敷」（作演出：宮藤官九郎）
- よしもとクリエイティブエージェンシー　ナルペクト　第三回公演～第十一回公演
- ジャンヌダルク（演出：白井晃）
- アトリエッジ「流れる雲よ2012　〜未来から愛を込めて〜」

### スチール
- Q;indivi+ アルバムACACIA; ジャケット

### ショップチャンネル
- サンゲ トウモロコシひげ茶